# Greasy Love Songs
Greasy Love Songs è un album discografico di raccolta del cantautore e musicista Frank Zappa, pubblicato postumo nel 2010.
Il disco contiene materiale risalente al periodo di registrazione del disco Cruising with Ruben & the Jets, brani inediti e audio-documenti.

## Tracce
1. Cheap Thrills – 2:23
2. Love Of My Life – 3:10 (Zappa, Ray Collins)
3. How Could I Be Such A Fool – 3:35
4. Deseri – 2:07 (Collins, Paul Buff)
5. I’m Not Satisfied – 4:03
6. Jelly Roll Gum Drop – 2:20
7. Anything – 3:04 (Collins)
8. Later That Night – 3:06
9. You Didn’t Try To Call Me – 3:57
10. Fountain Of Love – 3:01 (Zappa, Collins)
11. No. No. No. – 2:29
12. Anyway The Wind Blows – 2:58
13. Stuff Up The Cracks – 4:35
14. Jelly Roll Gum Drop (Alternative Mono Mix) – 2:18
15. No. No. No. (Long Version) – 3:06
16. Stuff Up The Cracks (Mayfair Studios Mix) – 6:05
17. Serious Fan Mail (Excerpts from FZ Lecture, The New School, Feb 21, 1969 and WUFC interview, Jan 31, 1969) – 5:11
18. Valerie (Unreleased 1967 version) – 3:03 (Clarence Lewis, Bobby Robinson)
19. Jelly Roll Gum Drop (Single Version - B-side of "Deseri") – 2:24
20. Secret Greasing (The Story of Ruben & The Jets told by FZ on KPPC, Nov 27, 1969) – 3:36
21. Love Of My Life ("Cuca Impossible Recordings" 1963 Version) – 2:06